# Klaus W. Döring
Klaus Wolf Döring (* 24. November 1938 in Schlesien) ist seit 1974 als Hochschullehrer an der Technischen Universität Berlin für das Fachgebiet „Organisation und Didaktik der Weiterbildung“ tätig. Er gilt als einer der Pioniere der betrieblichen Bildung und Weiterbildung im deutschen Sprachraum.

## Biographie
1964 legte Döring die Erste Staatsprüfung für das Lehramt an Volks- und Realschulen an der Hochschule für Erziehung der Johann Wolfgang Goethe-Universität in Frankfurt am Main ab. 1967 erhielt er den Gustav-Lesemann-Preis des Verbandes Deutscher Sonderschulen für die Arbeit „Programmierter Unterricht in Sonderschulen und den Entwurf eines Rohprogrammes zum Kleinen Einmaleins auf verhaltenspsychologischer Grundlage“.
1968 erfolgte seine Promotion zum Dr. phil. zum Thema „Lehr- und Lernmittel. Zur Geschichte und Theorie unter besonderer Berücksichtigung der Arbeitsmittel“. Von 1968 bis 1970 war Döring wissenschaftlicher Assistent an der philosophischen Fakultät der Johann Wolfgang Goethe-Universität in Frankfurt.
Von 1970 bis 1971 übernahm er eine Professur an der Pädagogischen Hochschule Kiel und anschließend bis 1974 an der Pädagogischen Hochschule Rheinland – Abteilung Köln. Seit 1974 ist er Professor an der Technischen Universität Berlin für das Fachgebiet „Organisation und Didaktik der Weiterbildung“.

## Schwerpunkte
Als Gründungsleistung von Döring gilt die Implementierung und Betreuung des Aufbau- und Kontaktstudiums Weiterbildungsmanagement an der Technischen Universität. Im Kontext dieses Studiums entstand unter anderem die Fachzeitschrift „Neue Perspektiven – Zeitschrift für berufliche Bildung und Weiterbildung“, für die Döring 1990 als Herausgeber fungierte.
Ende der 90er Jahre entwickelte Döring seine universitäre Lehrtätigkeit im internationalen Studienaustausch – insbesondere mit China. Im Jahr 1998 tätigte er dort einen Lehraufenthalt mit Vorträgen und Seminaren an verschiedenen chinesischen Universitäten.
In den 1980er Jahren organisierte und begleitete Döring die mehrjährige Aktion „Kunst und Kommunikation“ im Foyer des Senders Freies Berlin. In ihr wurde zeitgenössische Kunst regelmäßig der Öffentlichkeit präsentiert. Als neuestes Werk gründete er im Jahr 2004 den Berliner Verein „Bürger für den Lietzensee e.V.“, welcher das Ziel verfolgt, den historischen Stadtpark im zentralen Charlottenburg zu erhalten und zu pflegen.

## Veröffentlichungen
Bereits in seiner Habilitation beschäftigte sich Döring mit professioneller Lehr-Lern-Interaktion. Der seit 1970 in 10 Auflagen erschienene Band „Lehrerverhalten und Lehrerberuf“ gilt als Grundlagenwerk in der erziehungswissenschaftlichen Lehrerausbildung. Als einen der ersten deutschsprachigen Buchbeiträge zur Kompetenzentwicklung und Professionalisierung von Trainern, Dozenten, Ausbildern legte Döring 1984 den Band „Lehren in der Erwachsenenbildung. Ein Dozentenleitfaden“ vor. Das Basiswerk ist in zwei synonymen Teilen aufgebaut, wovon der erste bewusst populärwissenschaftlich gestaltet wurde, um die Zielgruppe direkt anzusprechen, während der zweite dieselben Inhalte in  wissenschaftlichen Sprachgebrauch darlegt. 2000 vollendete Döring in Kooperation mit Co-Autorin Bettina Ritter-Mamczek  sein schriftliches Lebenswerk in fünf Bänden.
- 1997: Lehren und Trainieren in der Weiterbildung.
- 1998: Medien in der Weiterbildung.
- 1998: Die Praxis der Weiterbildung.
- 1999: Weiterbildung im Lernenden System
- 2001: Lern- und Arbeitstechniken in der Weiterbildung.